# Rilly-Sainte-Syre
Rilly-Sainte-Syre is een gemeente in het Franse departement Aube (regio Grand Est) en telt 216 inwoners (1999). De plaats maakt deel uit van het arrondissement Nogent-sur-Seine.

## Geografie
De oppervlakte van Rilly-Sainte-Syre bedraagt 14,2 km², de bevolkingsdichtheid is 15,2 inwoners per km².
De onderstaande kaart toont de ligging van Rilly-Sainte-Syre met de belangrijkste infrastructuur en aangrenzende gemeenten.

## Demografie
Onderstaande figuur toont het verloop van het inwonertal (bron: INSEE-tellingen).

Vanwege een beveiligingsprobleem met de MediaWiki Graph-software is het momenteel niet mogelijk deze grafiek weer te geven. Zodra de software is bijgewerkt zal de grafiek vanzelf weer zichtbaar worden.